# Pohár Ameriky

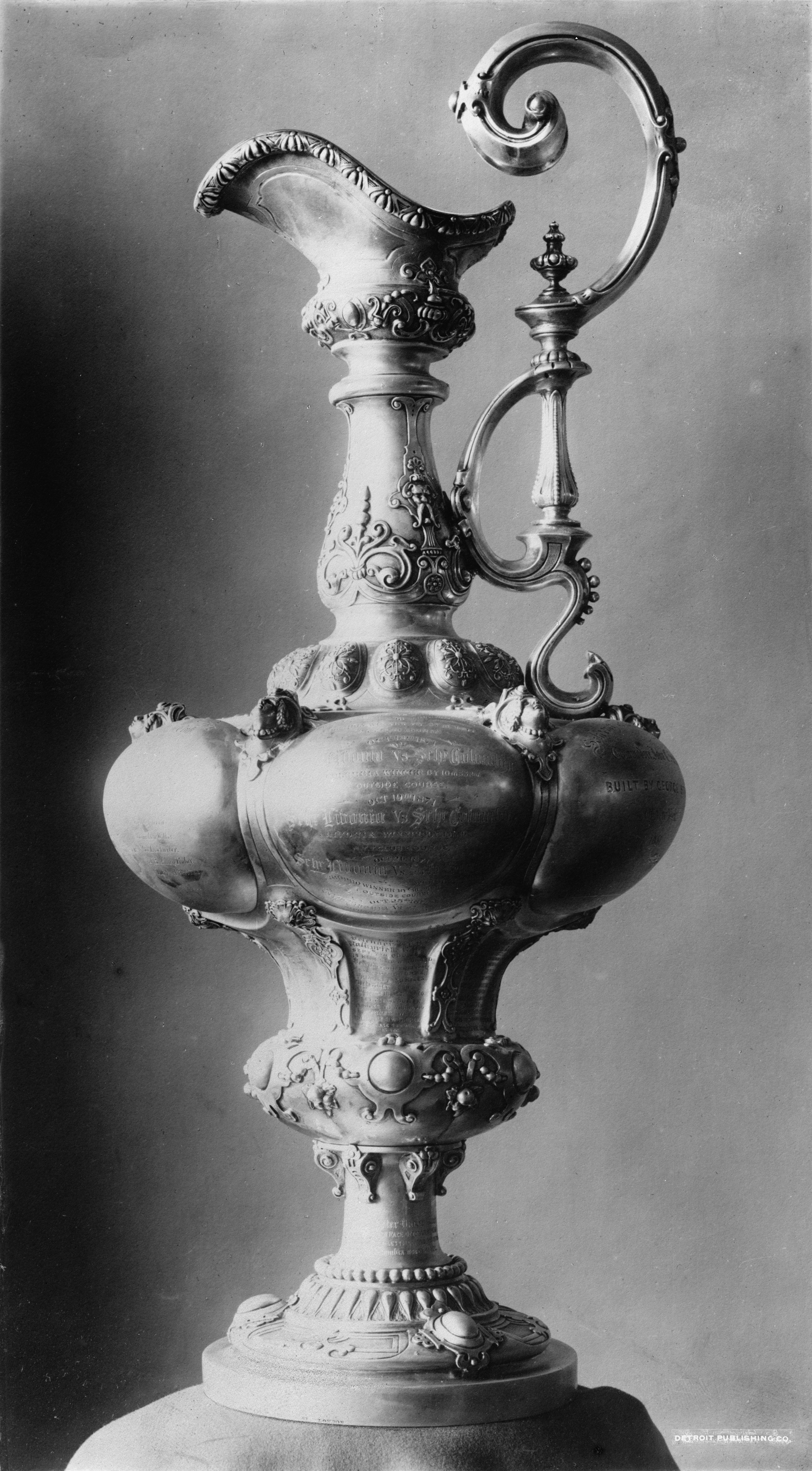
Cena Poháru Ameriky

Pohár Ameriky (The America's Cup) je cenou pro vítěze série závodů (match races) mezi dvěma jachtami a zároveň je nejstarší aktivní mezinárodní sportovní trofejí.
Jachta, označována jako obhájce (defender), reprezentuje jachtařský klub v jehož držení je Pohár, zatímco druhá jachta je známá jako vyzyvatel (challenger).
Trofej v roce 1851 věnovala Královská jachetní eskadra (Royal Yacht Squadron) vítězi závodu kolem ostrova Wight, škuneru America, po němž cena získala své jméno a byla věnována Newyorskému jachtařskému klubu (NYYC). Na základě podmínek popsaných v darovací listině pak bylo umožněno o trofej usilovat v mezinárodní soutěži. Jakýkoli jachtařský klub, který splní podmínky darovací listiny, může obhájce vyzvat.
Samotná trofej, která dlouhodobě přitahuje pozornost nejlepších světových jachtařú a je považována za jednu z nejvyšších met v tomto sportu, je stříbrná konvice vyrobená v roce 1848 a zakoupená v běžném obchodě s trofejemi.
NYYC dokázal trofej obhajovat až do roku 1983, kdy ji získal Královský jachtařský klub Perth, čímž přerušil nejdelší vítěznou sérii v dějinách sportu. Od třetí obhajoby v roce 1876 až po dvacátou v roce 1976 se vždy jednalo o jediného vyzyvatele. Od roku 1970 se však na základě souhlasu NYYC potenciální vyzyvatelé utkávají v sérii závodů, jejíž vítěz má právo vyzvat obhájce.
Zatím poslední, 33. zápas o Pohár Ameriky, vyhrála americká jachta BMW Oracle Racing z jachtařského klubu Golden Gate, když 2:0 porazila ve Valencii obhájce trofeje, švýcarskou jachtu Alinghi. V roce 2013 bude v San Francisku Golden Gate Yacht Club trofej obhajovat.

## Název
Název trofeje je do jisté míry zavádějící. Bez znalosti historického původu názvu není možné vědět, a to ani v angličtině, že jméno America se vztahuje k názvu lodi a nikoliv ke kontinentu Amerika. Často se tak v češtině setkáváme s užíváním názvu Americký pohár. Tento název snad dokonce převažuje nad správnějším překladem Pohár Ameriky a je otázkou zda se proto v češtině de facto nestal správným názvem události a trofeje., , , 